# 鳩山秀夫

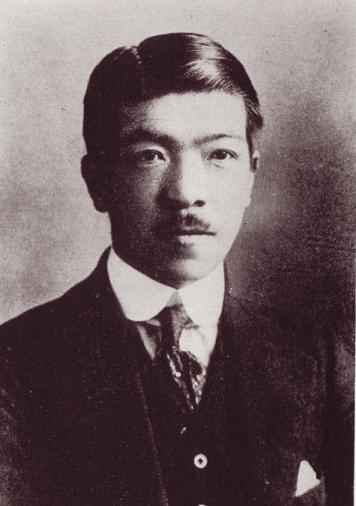
鳩山秀夫

鳩山 秀夫（はとやま ひでお、1884年2月7日 - 1946年1月29日）は、日本の法学者。専門は民法。衆議院議員も務めた。東京府出身。弟子に我妻栄など。

## 人物
法律家・政治家の鳩山和夫の次男で、のちに首相となった鳩山一郎の弟。妻の千代子は東大総長を務めた菊池大麓の次女。長男の道夫は一郎の次女・玲子と結婚した。曽孫に鳩山玲人がいる。
1908年、東京帝国大学を卒業する。秀夫は、東京高師附属小（現・筑波大附属小）時代から仲の良かった穂積重遠と並んで、大学始まって以来の優秀な成績だったという。1911年に刊行された『優等学生勉強法』には、中学時代には朝4時に起床し2時間、学科の予習をし、朝食をとり登校し帰宅後は参考書や自分が好む本を読み、また1時間運動をしてから8時には必ず就寝した、と書いてある。
一郎より優秀とされ、「賢弟愚兄」と評されたという。兄は政治家の道に進んだが、秀夫は法律家として身を立てた。1926年に42歳で東大を退官して弁護士を開業し、1932年の第18回衆議院議員総選挙に旧千葉2区から立憲政友会公認で立候補し当選、1期のみ代議士を務めている。ただし、鳩山秀夫には政治家としての目立った業績はない。比較的短命だったのは酒におぼれたせいだと佐野眞一は記している。
愛弟子であった我妻栄はこうした鳩山の生涯を『透徹・犀利な頭脳をもってドイツ法学を学んだため、日本法の隅から隅までが瞭然として疑問の余地が無いようになり、そこで更に進んで経済学や社会学など、新しいものを学んで方向転換する必要に迫られたが、そこで勉強が嫌になってしまった、ドイツ流儀の法律学の極致に達し、そのままで終わった』と評している。留学時にはスイス民法の生みの親として有名なオイゲン・フーバー教授に師事している。

## 経歴
- 1896年（明治29年） - 高等師範学校附属小学校（現・筑波大学附属小学校）卒業
- 1901年（明治34年） - 高等師範学校附属中学校（現・筑波大学附属中学校・高等学校）卒業
- 旧制第一高等学校を経て、1908年、東京帝国大学を優等で卒業、穂積重遠らと共に銀時計を賜る。ただちに同大講師に任命される。
- 1910年 - 東京帝国大学助教授
- 1911年 - ドイツ、フランスへ3年間留学を命じられる。
- 1914年 - 帰国
- 1916年 - 東京帝国大学教授
- 1917年7月16日 - 法学博士（大学総長推薦）[4][5]
- 1926年 - 東大退官、弁護士開業。
- 1932年 - 代議士
- 墓所は谷中霊園。

## 学説
明治末から大正にかけて「民法といえば鳩山、鳩山といえば民法」とまでいわれた民法学会の寵児である。鳩山は、梅謙次郎、富井政章らの日本の民法起草者による解説・注釈の時代を乗り越え、川名兼四郎、石坂音四郎らと共にドイツ法研究の結果に依拠した解釈論を発展させて日本民法の解釈論として主張した。その中でも、鳩山理論の影響力は多大で、ある公理（批判的論者によれば、ドグマ）から演繹的に具体的規範を定立し、その公理系内における体系化を推し進めて精緻な理論を完成させ、一時代の通説を築いた。特に、主著『日本民法債権総論』は当時の裁判官がしばしばそのまま判決文に引用したという程の影響力を誇った。
大学卒業後わずか2年の時に著した『法律行為乃至時効』は、出世作となった鳩山法学初期の代表作である。日本民法がドイツ法由来の法律行為を中核とした体系を採っていることに着目し、法律行為に関するドイツ法の学説を研究してその成果を取り入れることを意図したもので、法律行為を意思表示そのものと見ていた従来の学説に反対して両者の位置付けを行い、その後の法律行為理論研究の出発点とも言うべき地位を占めている。これは本来民法典全体についての注釈書の一部として企画され、鳩山が該当部分を担当執筆したものであったが、大部分が未完成に終わったため、「鳩山があまり立派なものを書いたので後が続かなかったのだ」と噂された。我妻栄によれば、この噂は、事実ではないか、少なくともそれが唯一の原因ではなかったということである。
確かに、法典が編纂された直後の法解釈学が、概念の正確を優先し、硬直した形式論理の体系を築き上げる傾向を持つことは、古今東西を通じての常例であり、初期の鳩山もこの傾向を強く持っていたことは否めないが、鳩山の学説は必ずしもそれにとどまらず、ドイツ民法典の基盤をなす取引安全尊重の法思想そのものを抽出して日本民法の上に展開し、静的安全と動的安全の調和をもって民法の指導原理としたところにその功績があり、例えば不動産についてわが国の不動産取引の実情を顧慮し、相対的公信主義の採用を提唱したのはその現れである。この静的安全と動的安全の調和のテーゼはこんにちでは自明の理とされるに至っている。
また、末弘厳太郎によるドイツ流法学への批判を受けて煩悶した後、牧野英一の研究に示唆を受け、ドイツ民法において明文化されていた信義誠実の原則が日本民法にも妥当すべきものとして、債権法における指導原理とする論文『債権法における信義誠実の原則』を書き上げた後、学界を去る。これは後に戦後の大改正において民法1条2項の新設に結実することとなる。
これらのことから、単なるドイツ法学の直輸入にとどまるものではなく、日本民法学自立化への先駆者としての評価もなされている。

## 栄典
- 1926年（大正15年）5月1日 - 正四位[18]

## 著書
- 『法律行為乃至時効』（巌松堂書店、1912年）
- 『日本債権法総論』（岩波書店、1916年）[19]
- 『日本債権法各論・上下』（岩波書店、1924-1925年）[20][21]
- 『物権法』（学生共同刊行会、1924年）
- 『担保物権法』（国文社、1928年）
- 『民法研究第1～4巻』（岩波書店、1929年）
- 『日本民法総論［増補改訂版］』（岩波書店、1931年）
- 『債権法における信義誠実の原則』（有斐閣、1955年）

## 門下生
- 我妻栄 - 彼に学者になるように勧めたのは鳩山であると言われている[22]。